# 1904 en Grèce
Chronologie de la Grèce
- 1900
- 1901
- 1902
- 1903
- 1904
- 1905
- 1906
- 1907
- 1908

Cette page concerne les évènements survenus en 1904 en Grèce  :

## Évènements
- 11 août : Séisme de Samos (en) (bilan : 4 morts et 540 maisons détruites).

## Création
- École agricole américaine (en) à Thessalonique.
- Gare d'Athènes (inauguration le 8 mars)
- Musée archéologique de Délos

## Sport
- 1er juillet-23 novembre : Participation de la Grèce aux Jeux olympiques de Saint-Louis aux États-Unis.
- Création du club de football : Anagennisi Karditsa.

## Naissance
- Élisabeth de Grèce,  princesse de Grèce et de Danemark.
- Irène de Grèce, princesse de Grèce et de Danemark.
- Kaísar Emmanouíl (el), poète.
- Geórgios Karagkoúnis (el), chimiste.
- Ioánnis Karmíris (el), théologien et professeur d'université.
- Alékos Kondópoulos, peintre.
- Guy Lévis Mano, poète, traducteur, typographe, éditeur français.
- Ioánnis Papadimitríou, archéologue.
- Nikos Skalkottas, compositeur, violoniste.
- Xenophón Zolótas, économiste et personnalité politique.

## Décès
- Geórgios Karamítsas (el), docteur et professeur d'université.
- Nikifóros Lýtras, peintre.
- Pávlos Melás, militaire.
- Emmanouíl Roḯdis, écrivain et journaliste.
- Loudovíkos Spinéllis, chef d'orchestre et compositeur.